# Landesvertretung der Freien und Hansestadt Hamburg (Bonn)

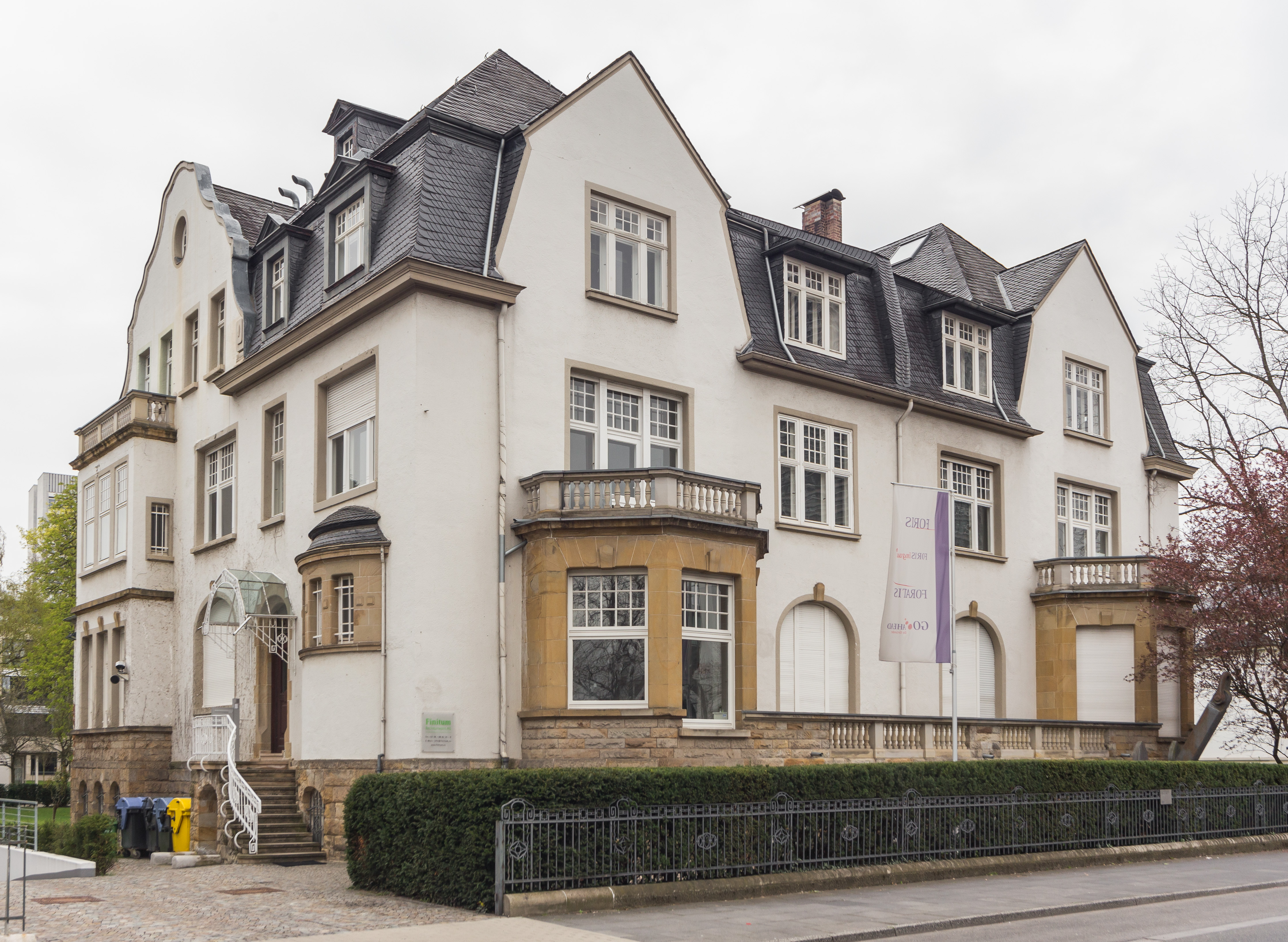
Ehemalige Hamburger Landesvertretung, heute Sitz der FORIS AG (2013)

Die Vertretung der Freien und Hansestadt Hamburg beim Bund war von 1950 bis 2000 im Bonner Parlaments- und Regierungsviertel ansässig. Die ehemaligen Gebäude der Landesvertretung, eine 1907–09 errichtete Doppelvilla sowie eine rückwärtige Remise von 1919/20, liegen im Ortsteil Gronau an der Kurt-Schumacher-Straße (Hausnummern 18–20) im Zentrum des Bundesviertels, gegenüber dem Schürmann-Bau.

## Geschichte

### Doppelvilla Keller

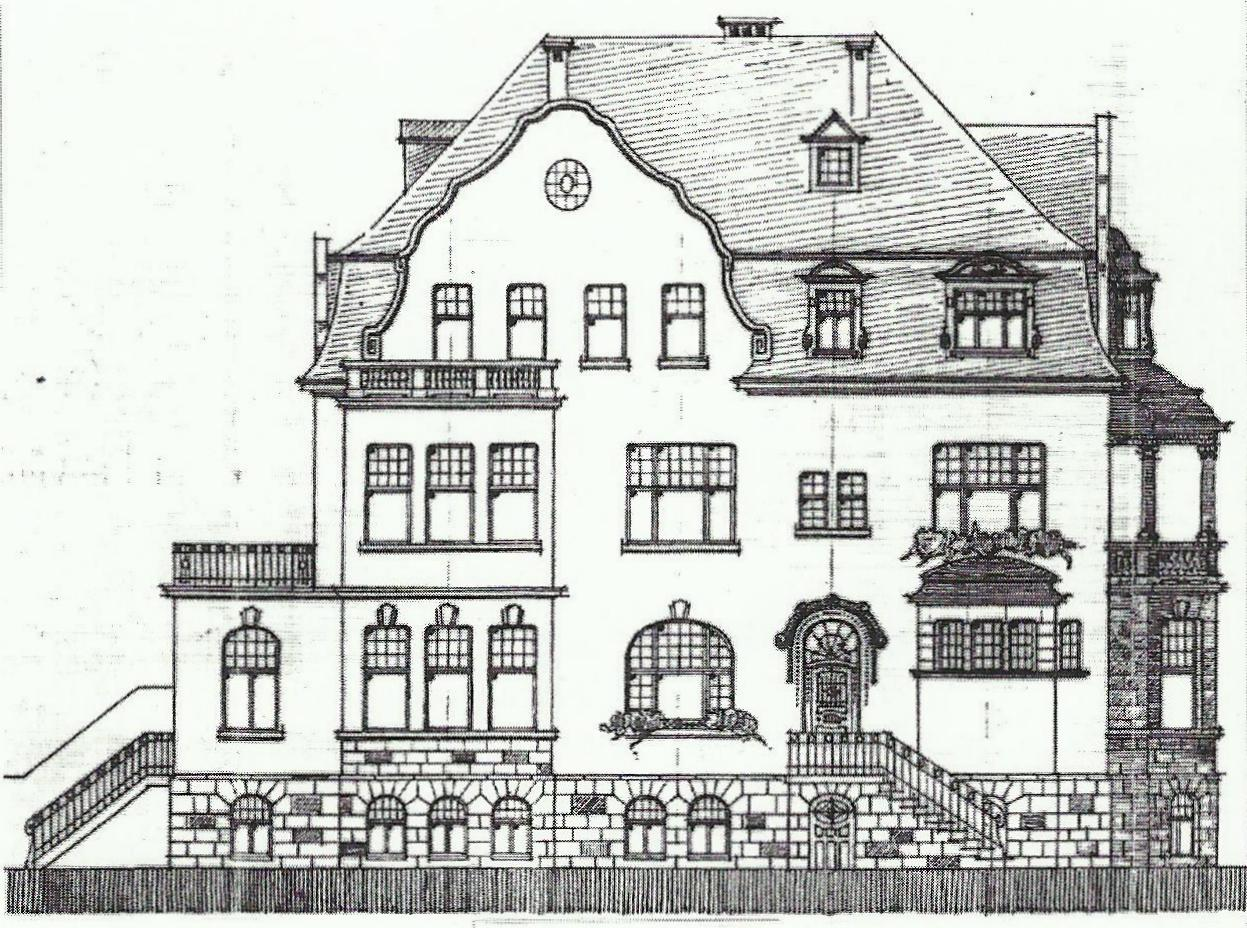
Halbvilla Keller, Aufriss der Vorderseite (1908)

Die Doppelvilla entstand nach einem Entwurf des Bonner Architekten und Regierungsbaumeisters Julius Rolffs, als dessen zweites Projekt in der „Villenkolonie Gronau“ an der damaligen Drachenfelsstraße am südlichen Bonner Stadtrand. Als Bauherr beider Halbvillen trat Alfred Keller, Teilhaber der Firma Rolffs & Co in Siegburg sowie Mitbesitzer des Geländes in der Gronau, auf. Die nördliche Haushälfte wurde zuerst in Angriff genommen. Auf die jeweiligen Bauanträge vom März und Mai 1907 hin wurden im April und Juni die Baugenehmigungen erteilt. Im September 1908 konnte die Gebrauchsabnahme der nördlichen Halbvilla (für den Rittergutsbesitzer Roth) erfolgen, die der südlichen im September 1909. Im Nachgang erhielten die Haushälften über der zum Rhein gewandten Terrasse noch Glasdächer, die gemeinsam mit der letzten Halbvilla für den Gebrauch abgenommen wurden.
Auf dem Grundstück der südlichen Halbvilla (heute Kurt-Schumacher-Straße 18) wurde 1919/20 im Garten eine Remise als Chauffeurhaus und Garage errichtet, für die erneut Rolffs verantwortlich zeichnete. 1926 war die Halbvilla in den Besitz des Konsuls Ernst Kramer übergegangen. In diesem Jahr ließ er nach Plänen des Architekten Felix Krüger einen Pferdestall mit Wohnung errichten. Nach dem Zweiten Weltkrieg kamen in der Doppelvilla Ausgebombte und Heimatvertriebene unter.

### Landesvertretung Hamburg
Nachdem Bonn 1949 Regierungssitz der Bundesrepublik Deutschland geworden war, befand sich die Villa inmitten des neuen Parlaments- und Regierungsviertels. Im März 1950 erwarb die Freie und Hansestadt Hamburg die damals 45 Räume umfassende Villa zur Unterbringung ihrer Landesvertretung (Vertretung beim Bund). Die bisherigen Mieter sollten zunächst zwangsgeräumt werden, erhielten aber schließlich Ersatzwohnungen. Der Bezug des Gebäudes fand im Februar 1951 statt. 1965 wurde die zur Villa gehörige Remise als Gästehaus zu Wohnzwecken umgebaut. Über ein weiteres Gästehaus verfügte Hamburg ab Anfang der 1980er-Jahre in der nahegelegenen, mit ihrem Grundstück rückwärtig angrenzenden Villa Heinrich-Brüning-Straße 18. Im Zuge der Verlegung des Parlaments- und Regierungssitzes zog die Landesvertretung mit zuletzt 31 Mitarbeitern 2000 nach Berlin um. Die FORIS AG übernahm das Gebäude und richtete dort ihre Konzernzentrale ein, für die das Dachgeschoss der Villa ausgebaut wurde. Nach 2007 wurde im Garten in Sockelhöhe vor die nördliche Terrasse ein Vorbau gesetzt; zudem fielen um 2010 Teile der historischen Einfriedung einer Tiefgarageneinfahrt des Neubaus Kurt-Schumacher-Straße 22 zum Opfer. Im Erdgeschoss befindet sich heute ein italienisches Restaurant. Die früher zugehörige Remise (heute Fritz-Erler-Straße 7) wurde separat verkauft und 2014 vom Bonner Immobilienunternehmer Marc Asbeck zu einem Gastronomiebetrieb umgebaut.
Die Villa aus den Jahren 1907–09 steht als Baudenkmal ebenso wie die Remise von 1919/20 unter Denkmalschutz; die Eintragung in die Denkmalliste der Stadt Bonn erfolgte am 24. Januar 2002. Vor dem Gebäude steht ein im Juni 1978 als Geschenk der Hamburger Schiffswerft Blohm + Voss an die Landesvertretung aufgestellter Originalanker eines Hochseeschiffs (Spekanker), der auf die Bedeutung des Schiffbaus für Hamburg hinweisen soll und als Teil des Denkmals unter Schutz steht.

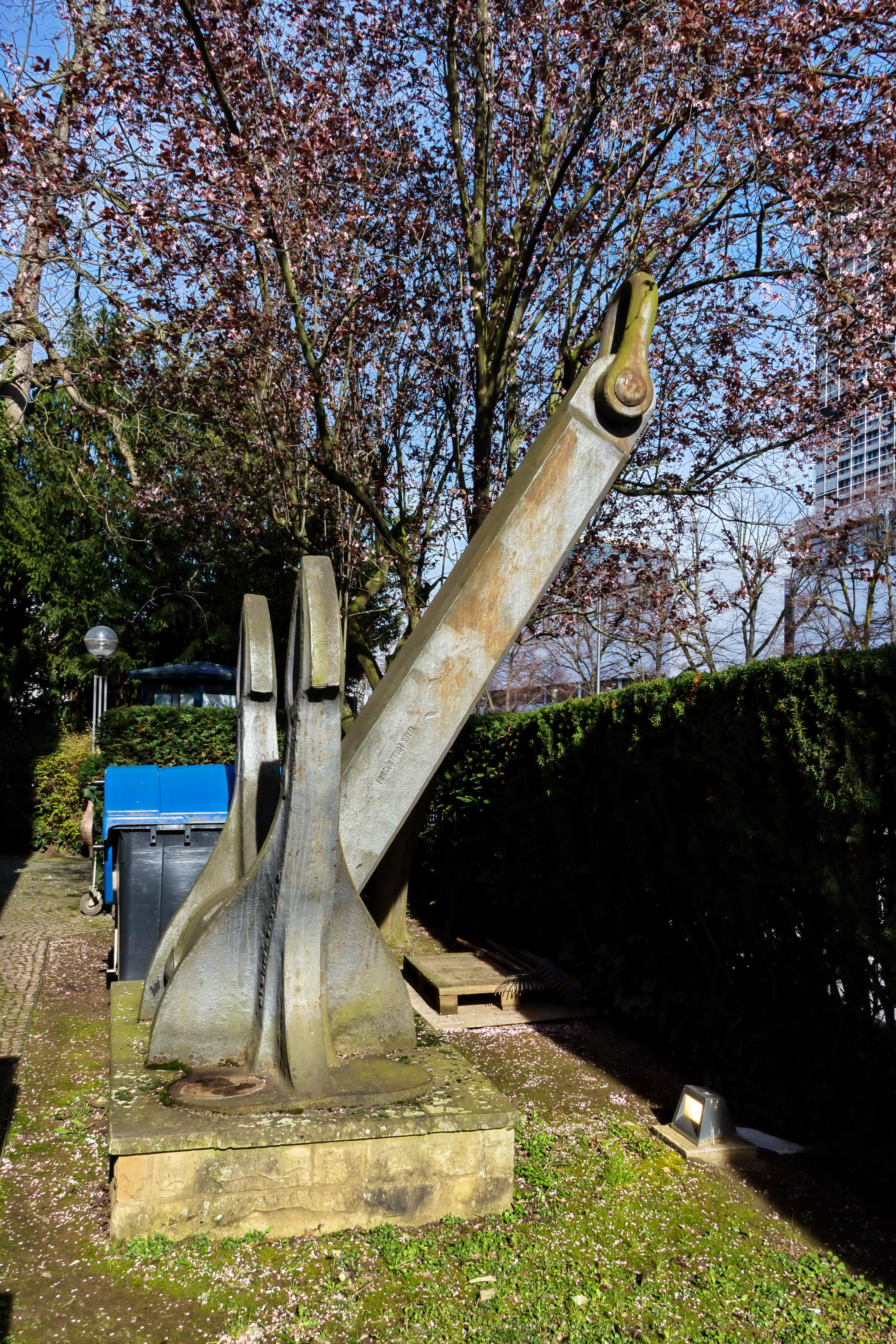
Spekanker